# Minolta Dynax 404si
Die Minolta Dynax 404si ist eine Autofokus-Spiegelreflexkamera. Sie wurde bis auf den Verschluss vollständig aus Kunststoff gefertigt (auch der Bajonettflansch) und gehörte zu ihrer Zeit zu den kompaktesten und leichtesten SLR-Kameras für das Kleinbildformat. Obwohl sich Minolta mit dieser Kamera hauptsächlich an Einsteiger wendete und sie neben den üblichen Voll-, Zeit- und Blendenautomatiken auch mit Motivprogrammen ausstattete, wurden auch Funktionen angeboten, die vor allem für fortgeschrittene Hobbyfotografen interessant waren.

## Auslösesperre
Um versehentliches Auslösen der Kamera bei abgenommenem Objektiv zu verhindern, hat Minolta die Kamera mit einer Auslösesperre versehen. Dafür, dass sie dennoch auch an Teleskopen, Mikroskopen und fremden Objektive (insbesondere solche mit M42-Gewinde per Adapter) verwendet werden konnte, sorgt eine offiziell undokumentierte Möglichkeit, die Auslösesperre zu deaktivieren. Dazu wird das Funktionsrad auf Mehrfachbelichtung gestellt, die Tasten P und Selbstauslöser gleichzeitig gedrückt gehalten und dabei die Kamera eingeschaltet. Die Auslösesperre ist danach deaktiviert, bis sie auf dieselbe Weise wieder aktiviert wird. Auch andere Minolta-Kameras haben solche Sperren, jedoch ist das Verfahren, diese zu deaktivieren von Modell zu Modell verschieden.